# フローレンス・カーライル
フローレンス・カーライル（Florence Emily Carlyle、1864年9月24日 - 1923年5月2日）はカナダの画家である。肖像画や人物画を描いた。

## 略歴
カナダ、オンタリオ州のウォータールー地域のGaltで生まれた。父親はスコットランドの歴史家・評論家のトーマス・カーライルの甥にあたる人物で 、オンタリオ州、オックスフォード郡の視学官(inspector of schools) として働いていた。1871年に家族とオックスフォード郡のウッドストックに移った。娘の才能に気づいた父親は、当時オンタリオで活動していた肖像画家のウィリアム・リース・ジャドソン(William Lees Judson: 1842-1928)を娘の絵の教師につけた。
1883年、19歳のカーライルは妹のリリアンとトロントの産業見本市(Toronto Industrial Exhibition)の女性の美術展に作品を出展し、作品が評判になり、カナダ総督の妻で、芸術に関心の高かった、王女ルイーズはカーライルの静物画を買い上げた。この出来事はトロントやウッドストックの新聞に大きく取り上げられた。
さらに絵を修行するために、26歳になった1890年に、先輩のカナダ人画家、ポール・ピール(1860-1892)とその家族とパリに移った。はじめ私立の美術学校のアカデミー・ジュリアンでウィリアム・アドルフ・ブグローに学ぶが、ブグローの指導とあわず、あまり有名でない美術学校のアカデミー・ドレクリューズ(Académie Delécluse)に移るが、1892年までに再びアカデミー・ジュリアンに戻った。1893年にフランス芸術家協会の展覧会に出展した作品は選外佳作に選ばれた。
1896年にカナダに戻った。ロンドンと故郷のウッドストックにスタジオを開き、1897年に王立カナダ美術アカデミーの準会員に選ばれた。1899年にはニューヨークにもスタジオを開いた。1904年のセントルイス万国博覧会のカナダ館に展示する絵画に選ばれ、銀賞を受賞した。この作品は、オンタリオ美術館に収蔵されている。
晩年はイギリス、サセックスのクロウバラで暮らし、1923年にそこで亡くなった。

## 作品

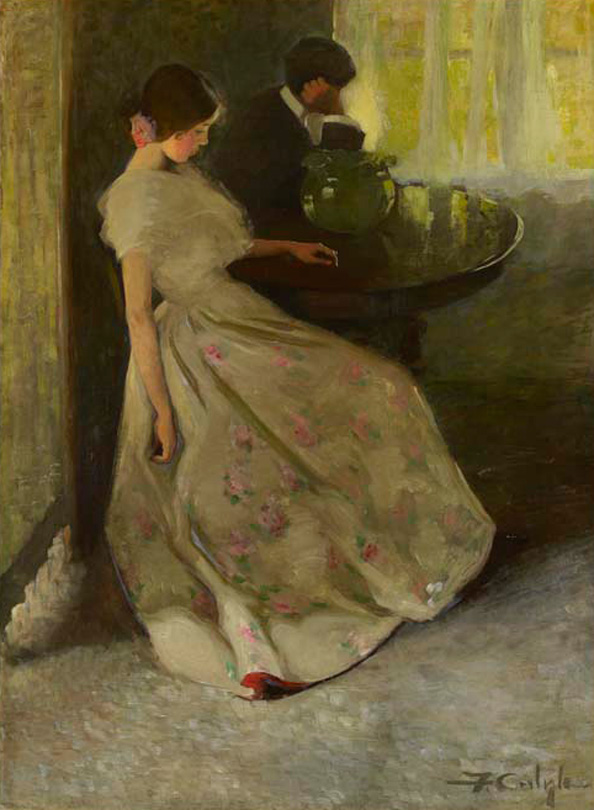
「つまらない喧嘩(Tiff)」(1902) "、オンタリオ美術館蔵
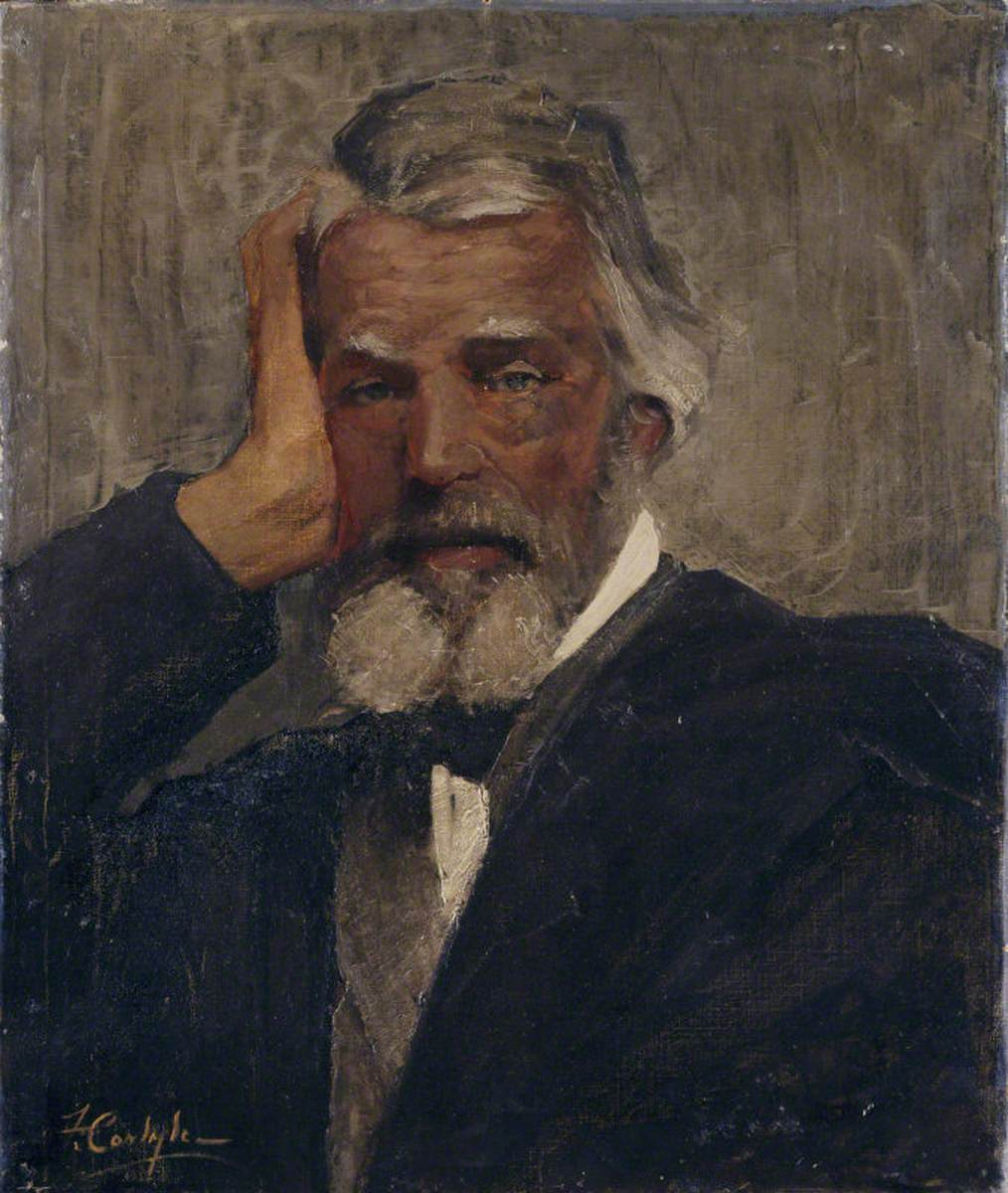
トーマス・カーライルの肖像画
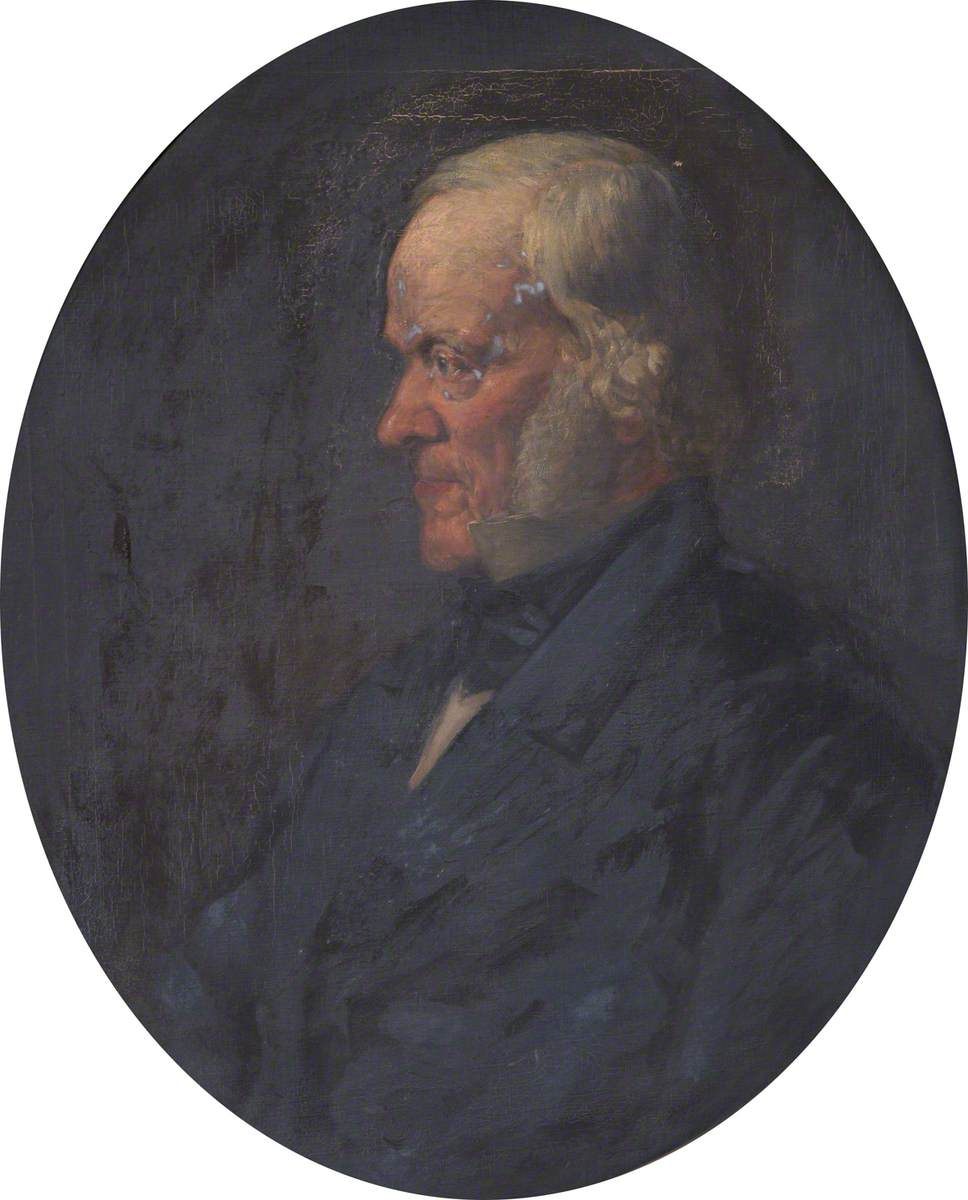
ジョン・カーライル(医師)の肖像画